# Domenico Maria Novara da Ferrara
Domenico Maria Novara (1454-1504) fue un científico italiano.

## Biografía
Nacido en Ferrara, durante 21 años fue profesor de astronomía en la Universidad de Bolonia, y en 1500 también dio clases de matemáticas en Roma. Fue notable como astrónomo platónico, y en 1496 enseñó astronomía a Nicolás Copérnico. También fue astrólogo.
En Bolonia, Novara fue asistido por Copérnico, con quien observó una ocultación lunar de Aldebarán. Copérnico usó más tarde esta observación para refutar el modelo de distancia lunar de Ptolomeo.
Copérnico había comenzado como alumno de Novara y luego se convirtió en su asistente y compañero de trabajo. Novara, a su vez, declaró que su maestro había sido el famoso astrónomo Regiomontano, quien una vez fue alumno de Georg von Purbach. Novara se educó inicialmente en la Universidad de Florencia, en ese momento un importante centro del neoplatonismo. Allí estudió con Luca Pacioli, un amigo de Leonardo da Vinci.
Los escritos de Novara se han perdido en gran parte, a excepción de unos pocos almanaques astrológicos escritos para la universidad. Pero De revolutionibus orbium coelestium de Copérnico (publicado en 1543, mucho después de la muerte de Novara) registra que el 9 de marzo de 1497 Novara fue testigo de la primera observación de Copérnico. Ambos hombres fueron descritos como "mentes libres y almas libres", y Novara creía que sus[cita requerida] hallazgos habrían sacudido el sistema geocéntrico "inquebrantable" de Ptolomeo.
Novara murió en 1504 en Bolonia.